# Horem pádem
Horem pádem é um filme de drama tcheco de 2003 dirigido e escrito por Jan Hřebejk e Petr Jarchovský. Foi selecionado como represente da República Tcheca à edição do Oscar 2004, organizada pela Academia de Artes e Ciências Cinematográficas.

## Elenco
- Jiří Macháček - Frantisek Fikes
- Petr Forman - Martin Horecký
- Jan Tříska - Professor Otakar Horecký
- Emília Vášáryová - Vera Horecká
- Natasa Burger - Miluska
- Ingrid Timková - Hana Svobodová
- Kristýna Liška Boková - Lenka Horecká
- Pavel Liška - Eman
- Marek Daniel - Lubos
- Jan Budar - Milan
- Zdenek Suchý - Goran